# Херсбрук
Херсбрук (њем. Hersbruck) град је у њемачкој савезној држави Баварска. Једно је од 27 општинских средишта округа Нирнбергер Ланд. Према процјени из 2010. у граду је живјело 12.429 становника. Посједује регионалну шифру (AGS) 9574132.

## Географски и демографски подаци
Херсбрук се налази у савезној држави Баварска у округу Нирнбергер Ланд. Град се налази на надморској висини од 336 метара. Површина општине износи 22,9 km². У самом граду је, према процјени из 2010. године, живјело 12.429 становника. Просјечна густина становништва износи 543 становника/km².

## Међународна сарадња
| Мјесто    | Држава               | Врста сарадње | Од    |
| --------- | -------------------- | ------------- | ----- |
|           | Швајцарска           | партнерство   | 1972. |
| Рила      | Бугарска             | контакт       | 1989. |
| Фојтсберг | Аустрија             | контакт       | 1986. |
|           | Украјина             | контакт       | 1991. |
| Чиба      | Јапан                | контакт       | 1990. |
| Павија    | Италија              | контакт       | 1990. |
| Лосимаут  | Уједињено Краљевство | партнерство   | 1972. |
|           | Француска            | контакт       | 1987. |
| Извор     |                      |               |       |